# اندیس دره خوشته در
دره خوشته در یک اندیس فلزی است که در حوالی شهر باشتین استان خراسان قرار دارد و مادهٔ معدنی موجود در آن، مس است.سنگ میزبان این اندیس ولکانیک است و دیرینگی آن به دوران کرتاسه می‌رسد. در این اندیس، پاراژنز‌های پیریت،هماتیت، لیمونیت یافت می‌شوند.